# Перламутровка Евгения
Перламутровка Евгения (лат. Issoria eugenia) — дневная бабочка из семейства нимфалид.

## Описание
Длина переднего крыла 17—22 мм. Размах крыльев 30—36 мм. Верхняя сторона крыльев рыжая, с рисунком из отдельных округлых чёрных пятен. Внешний край крыла с чёрной окантовкой. На нижней стороне задних крыльев в дискальной области имеется перевязь из серебристых пятен, среди которых выделяется центральное, сильно удлиненное и угловатое. Половой диморфизм: самки несколько крупнее и темнее самцов.

## Ареал
Горы Монголии и Западного Китая. На территории России населяет юг Таймыра, горы Южной и Восточной Сибири, север Дальнего Востока, Камчатку. Населяет разнотравные тундры, травянистые сообщества в поймах рек, лиственничные и елово-берёзовые редколесья, а также ерниковые тундры. В горах вид поднимается до высоты 1000 м над уровнем моря.

## Биология
На протяжении года развивается одно поколение. Время лёта длится с середины июля до начала августа. Самки откладывабт яйца на стебли и листья кормовых растений гусеницы либо рядом с ними. Гусеницы питаются на фиалках (двухцветковой, собачьей, болотной и др.). Зимуют молодые гусеницы.